# يلينا جودينا
يلينا جودينا (بالروسية: Година, Елена Михайловна)‏ (17 سبتمبر 1977 في روسيا - ) هي لاعبة كرة طائرة روسيا في مركز ضارب خارجي ‏. شاركت في الألعاب الأولمبية الصيفية 2008 والألعاب الأولمبية الصيفية 2000 والألعاب الأولمبية الصيفية 1996.

## وصلات خارجية
- يلينا جودينا على موقع الاتحاد الدولي beach volleyball database (الإنجليزية)
- يلينا جودينا على موقع الاتحاد الأوروبي (الإنجليزية)
- يلينا جودينا على موقع عالم الكرة الطائرة (الإنجليزية)
- يلينا جودينا على موقع دوري الدرجة الأولى الإيطالي للكرة الطائرة - سيدات (الإيطالية)
- يلينا جودينا على موقع أوليمبيديا (الإنجليزية)